# Forte de Santo Amaro do Areeiro
O Forte de Santo Amaro do Areeiro, também denominado como Forte de Santo Amaro do rio de Oeiras, Forte Velho ou Forte do Areeiro, localiza-se em posição dominante, junto à Praia da Lage, na margem direita da Ribeira da Lage, a oeste da Praia de Santo Amaro. Pertence à freguesia de Oeiras e São Julião da Barra, Paço de Arcos e Caxias, município de Oeiras, Grande Lisboa, em Portugal.

## História
Este forte foi erguido no contexto da guerra da Restauração da Independência portuguesa, por determinação do Conselho de Guerra de D. João IV (1640-56), com o fim de reforçar a defesa da barra do Estuário do Tejo, coadjuvando a defesa proporcionada pelo Forte de São Julião da Barra.
As obras foram iniciadas em 1647, sob a direção do Governador das Armas de Cascais, D. António Luís de Meneses, 3º conde de Cantanhede, tendo sido concluídas em 1659. Na ocasião estava guarnecido e artilhado com sete peças de diversos calibres.
Ao se iniciar o século XVIII, um Decreto Régio (30 de Agosto de 1701) nomeou como governador do Forte de Santo Amaro do rio de Oeiras, D. Rodrigo da Costa. Posteriormente foi seu governador o cabo João Pedro Fernandes (1723). Encontrava-se em mau estado de conservação em 1735, sendo imperativa a substituição da porta principal. Na ocasião mantinham-se sete peças de artilharia de ferro em bateria. Mais tarde, em 1751, o estado de deterioração se acentuou, sendo-lhe apontada a ruína. O orçamento estimado para os reparos necessários importava em 900$000 réis à época, tendo posteriormente sido efetuadas obras de conservação e confiada a guarda das suas dependências a um oficial residente.
À época da guerra com a Espanha (1762-1763), no contexto da Guerra dos Sete Anos (1756-1763), o forte estava sob o governo do alferes do Regimento da Armada, Carlos José da Cunha, estando artilhado com oito peças, das quais uma fora de serviço. Posteriormente sofreu obras de conservação, vindo a ser inspecionada pelo coronel de engenheiros, Romão José do Rego (1793). Ao final do século, contava com uma guarnição de seis artilheiros e seis peças (1798), tendo sido nomeado como seu governador o sargento-mor do Regimento de Artilharia da Corte, Manuel dos Reis (Decreto Régio de 17 de Dezembro de 1800).
Ao se iniciar o século XIX, a guarnição do forte era constituída, além do seu governador, pelo capitão-ajudante Bartolomeu Agostinho Pereira de Carvalho, um furriel, dois cabos de esquadra e vinte soldados inválidos de pé de castelo (inválidos) (1805). Em 1813, em boas condições de conservação, continuava artilhado com seis peças. Por falecimento do antecessor, foi nomeado como seu governador o major Matias José de Almeida (17 de Novembro de 1820), encontrando-se a sua artilharia reduzida a três peças em 1824. No contexto das Guerras Liberais, o forte encontrava-se artilhado com cinco peças montadas (1831), tendo sido abandonado pelo seu governador (Matias José de Almeida), que se retirou para o norte (1833). Foi nomeado como seu governador o major José Victorino de Amarante (1836), que até então se encontrava de serviço no Forte de São Lourenço do Bugio. Era governada em 1841 por Luís da Silva Seabra, encontrando-se artilhado ainda com três peças do calibre 24 (1847). Encontravam-se no governo José de Gouveia Lobo Soares (1855) e D. José Maria de Mendonça (1855). Desartilhado (1868), foram seus governadores Joaquim José Esteves (1870) e Francisco Maria Esteves Vaz (1874). Ao se encerrar o século, o forte era habitado apenas por um soldado com a sua família (1896), sendo seu governador António Francisco (1897).
No início do século XX, foram seus governadores Francisco de Carvalho Moreira Júnior (1909) e Frederico Augusto Guerra Soares, nomeado em 21 de Novembro de 1911, cargo, então, apenas simbólico. Durante a Segunda Guerra Mundial residiam nas dependências do forte cinco famílias (1945), computando-se, pouco após o conflito, vinte e sete adultos e diversas crianças (1947). Este número elevava-se a cerca de quarenta indivíduos em 1950, iniciando-se, em seguida, o processo para o seu desalojamento. Em 1953, as instalações do forte foram cedidas à Administração do Porto de Lisboa que, entretanto, jamais as utilizou. No ano seguinte, passaram para o Secretariado-Geral da Defesa Nacional, iniciando-se então grandes obras de conservação e beneficiação. Entre 1961 e 1962 as suas dependências foram utilizadas como residência de veraneio do Ministro do Exército. Após a Revolução dos Cravos (1974), o forte foi utilizado como local de reuniões políticas. Por motivos de segurança de algumas personalidades, procedeu-se a execução de um muramento, cuja demolição se aguardava na atualizade.
Na década de 1980 as suas dependências foram utilizadas como colónia de férias para filhos de funcionários públicos.
Encontra-se classificado como "Imóvel de Valor Concelhio", conforme o Edital nº 184/2004 (2ª série), publicado no Diário da República, nº 67, II Série, de 19 de Março de 2004.
Em dezembro de 2010 o governo autorizou a venda do forte, com um preço estimado em 1,273 milhões de euros. A alienação foi justificada pela necessidade de reorganização e requalificação das infra-estruturas militares dentro da execução da lei de programação das infra-estruturas militares.

## Características
Pequena fortificação marítima de traçado abaluartado, em estilo maneirista. Tem uma área total de 6100 metros quadrados.
Uma inscrição epigráfica encimada pelas armas reais sobre o portão principal informa a conclusão das suas obras de reedificação: 1659.